# Sarah Skeeters
Sarah Skeeters ist eine US-amerikanische Schauspielerin.

## Leben
Skeeters debütierte 2006 in eine der Hauptrollen im Fernsehfilm Basilisk – Der Schlangenkönig als Schauspielerin. 2009 folgte eine Besetzung im Kurzfilm Water Pills, der am 15. Januar 2009 auf dem Australian International Short Film Festival uraufgeführt wurde und am 1. April 2009 auf dem Florida Film Festival gezeigt wurde. 2010 hatte sie im Kurzfilm True Love eine weitere Rolle. Dieser wurde im März 2010 auf dem Los Angeles Women’s International Film Festival und dem Portland Women’s Film Festival gezeigt, im Mai desselben Jahres folgte die Aufführung auf dem Milan International Film Festival in Italien. 2011 übernahm sie eine Nebenrolle im Kinofilm The Green Hornet, eine Episodenrolle in der Fernsehserie 90210 und eine Rolle im Kurzfilm Angie. 2013 hatte sie eine Besetzung in dem Kurzfilm Australian Pilot Season.

## Filmografie
- 2006: Basilisk – Der Schlangenkönig (Basilisk: The Serpent King) (Fernsehfilm)
- 2009: Water Pills (Kurzfilm)
- 2010: True Love (Kurzfilm)
- 2011: The Green Hornet
- 2011: 90210 (Fernsehserie, Episode 3x16)
- 2011: Angie (Kurzfilm)
- 2013: Australian Pilot Season (Kurzfilm)